# Genea trifaria
Genea trifaria är en tvåvingeart som först beskrevs av Christian Rudolph Wilhelm Wiedemann 1824.  Genea trifaria ingår i släktet Genea och familjen parasitflugor. Inga underarter finns listade i Catalogue of Life.